# The Clairvoyant
"The Clairvoryant" är en låt och singel av den brittiska heavy metalgruppen Iron Maiden, släppt den 7 november, 1988. Låten är skriven av Steve Harris och är den tredje i rad av fyra top tio singlar från konceptalbumet Seventh Son of a Seventh Son från 1988. Den här nådde plats sex på den brittiska topplistan. 
Låten handlar om och reflekterar över livet och den styrka Seventh Son of a Seventh Son haft. Han är nu siare och lärt sig kontrollera sina syner. Men till slut blir att för mycket för honom och han ser döden som den enda utvägen. Men i låten förklaras det inte hur han dog, om det var hans krafter som dödade honom, eller om han begick självmord. Han återföds sedan igen.
Låten spelas live från Monsters of Rock, festivalen i Castle Donington den 20 augusti, 1988.
B-sidan bestod av två låtar, "The Prisoner" och "Heaven Can Wait" båda live även de från Monsters of Rock 1988.

## Låtlista
- "The Clairvoyant" (live) (Harris)
- "The Prisoner" (live) (Smith, Harris)
- "Heaven Can Wait" (live) (Harris)

## Banduppsättning
- Steve Harris – Bas
- Bruce Dickinson – Sång
- Dave Murray – Gitarr
- Adrian Smith – Gitarr
- Nicko McBrain – Trummor